# Alain Gilles
Pour les articles homonymes, voir Gilles.
Alain, Patrick, Gilles, né le 5 mai 1945 à Roanne (Loire) et mort le 18 novembre 2014 à Montpellier (Hérault), est un joueur et entraîneur de basket-ball français qui évoluait aux postes de meneur et d'arrière.
Joueur emblématique de l'ASVEL Lyon-Villeurbanne dans les années 1970, il est élu meilleur basketteur français du XXe siècle par un panel de joueurs, entraîneurs et journalistes. Il est surnommé Monsieur Basket.

## Biographie
Il débute avec l'équipe senior de Roanne lors d'un 32e de finale à l'âge de 15 ans, son entraîneur de l'époque André Vacheresse devant faire face à la mobilisation d'une partie de son équipe durant la guerre d'Algérie
. Avec son club, il parvient à une finale de la coupe de France en 1964, finale perdue face au SCM Le Mans, avant de rejoindre l'ASVEL. Il subit toutefois une période de suspension pour un problème de mutation. Dès sa première saison sous ses nouvelles couleurs, il remporte son premier titre de champion de France en 1966. Durant sa carrière à l'ASVEL, il remporte huit titres de champion de France et deux coupes de France.
Toutefois, le club dominateur sur la scène française souffre dans les joutes européennes. Les meilleurs résultats sont une demi-finale de la coupe Korać en 1974, une demi-finale de coupe des clubs champions perdue au Real Madrid en 1976 ou une quatrième place de la poule unique de cette même compétition en 1978. Le meilleur résultat sur cette scène européenne se situe durant la saison 1982-1983. Le club atteint la finale de la Coupe des Coupes, finale perdue face à Victoria Libertas Pesaro sur le score de 111 à 99. Alain Gilles, alors entraîneur, doit renouer avec le terrain en raison d'un effectif décimé. À 38 ans, il marque encore huit points lors de cette rencontre.
Alain Gilles remporte un dernier titre en tant que joueur en 1984, à 39 ans, en remportant la coupe de la Fédération.
Il reste toutefois entraîneur du club, poste qu'il occupe depuis la saison 1980-1981. Sous sa direction, le club participe à deux nouvelles demi-finales de Coupe des Coupes en 1985 et 1987 et est à deux reprises finaliste du championnat de France, en 1985 et 1986.
Après son départ de l'ASVEL, il entraîne pendant trois saisons le club de Montpellier.
Avec la sélection nationale, il connaît moins de réussite. Il fait ses débuts sous le maillot bleu le 24 novembre 1962 face à la Belgique. Sa première participation à une compétition internationale a lieu au Brésil pour le championnat du monde 1963 où la France termine à la cinquième place. La même saison, la France termine treizième du championnat d'Europe. Alain Gilles dispute quatre autres championnats d'Europe, en 1965, 1967, 1971 et 1977, avec pour meilleur résultat une neuvième place en 1965. Il dispute sa dernière rencontre sous le maillot bleu le 20 septembre 1977 lors de l'Euro 1977 face à l'URSS, rencontre perdue sur le score de 115 à 74.
En 1984, Alain Gilles rachète une imprimerie et lui donne le nom d'Alain Gilles Reprographie puis celui d'AGG Print dans les années 2010 et se situe à Villeurbanne ; l'entreprise conserve un lien avec le basket en étant sponsor de LDLC ASVEL féminin.
Il fut également adjoint au maire de Saint-Jean-de-Védas, délégué aux sports de 2009 à 2014.
Il meurt le 14 novembre 2014 à Montpellier, ville où il s'était installé après son retrait des parquets, des suites d'une longue maladie,.

## Clubs successifs

### Joueur
- 1962-1965 :  Roanne (Nationale 1)
- 1965-1984 :  ASVEL (Nationale 1)
- 1985-1986 :  ASVEL (Nationale 1)

### Entraineur
- 1980-1989 :  ASVEL (Nationale 1)
- 1990-1993 :  Montpellier (Nationale 1)

## Palmarès

### Joueur
- Champion de France cadet 1960 avec la Chorale de Roanne
- Champion du Monde militaire 1964[6]
- 177 fois international entre 1966 et 1981 (international junior à l'âge de 16 ans)
- 8 sélections en équipe d'Europe
- 8 fois champion de France avec l'ASVEL en 1966, 1968, 1969, 1971, 1972, 1975, 1977 et 1981
- 2 fois vainqueur de la coupe de France avec l'ASVEL en 1965 et 1967
- Finaliste de la coupe d'Europe Saporta en 1983

### Entraîneur
- Champion de France avec l'ASVEL en 1981
- Finaliste du championnat de France avec l'ASVEL en 1985 et 1986

## Décorations

### Décorations officielles
- Chevalier de la Légion d'honneur
- Chevalier de l'Ordre national du Mérite

### Autres distinctions
- Il est nommé dans le cinq des légendes de l'ASVEL avec Raphaël De Barros, Henri Grange, André Buffière et Delaney Rudd.
- En 2004, il figure dans la première promotion de l'Académie du basket-ball français, dont les autres membres de la promotion sont : Jackie Chazalon,  Roger Antoine, Christian Baltzer, Jean-Paul Beugnot, André Buffière, Maxime Dorigo et Hervé Dubuisson.
- Il figure parmi les Gloires du sport depuis 2007[7].
- La station Flachet de la ligne A du métro de Lyon est renommée Flachet - Alain Gilles en avril 2015.
- En 2015, la Fédération française de basket-ball crée le Trophée Alain-Gilles qui récompense le meilleur joueur français de l'année[8].